# Eye of the Zombie
| Recensione                        | Giudizio    |
| --------------------------------- | ----------- |
| AllMusic                          | [ 4 ]       |
| Robert Christgau                  | B           |
| The New Rolling Stone Album Guide | [ 6 ]       |
| Sputnikmusic                      | 3.5 (Great) |
| Dizionario del Pop-Rock           | [ 8 ]       |
| 24.000 dischi                     | [ 9 ]       |

Eye of the Zombie è il quarto album discografico in studio da solista di John Fogerty (voce dei Creedence Clearwater Revival), pubblicato nell'ottobre del 1986.
L'album ebbe una nomination al Grammy Awards come miglior performance vocale maschile

## Tracce

### LP
Lato A
Testi e musiche di John Fogerty.
1. Goin' Back Home – 3:25
2. Eye of the Zombie – 4:35
3. Headlines – 4:30
4. Knockin' on Your Door – 4:35
5. Change in the Weather – 6:50

Lato B
Testi e musiche di John Fogerty.
1. Violence Is Golden – 5:21
2. Wasn't That a Woman – 4:13
3. Soda Pop – 5:53
4. Sail Away – 4:45

## Musicisti
Goin' Back Home
- John Fogerty - tastiere, chitarre

Eye of the Zombie
- John Fogerty - voce, chitarre
- John Robinson - batteria, percussioni
- Neil Stubenhaus - basso
- Bobby King, Willie Green, Jr., Terry Evans - accompagnamento vocale, cori

Headlines
- John Fogerty - voce, chitarre
- John Robinson - batteria
- Neil Stubenhaus - basso

Knockin' on Your Door
- John Fogerty - voce, chitarre, tastiere
- John Robinson - batteria, percussioni
- Neil Stubenhaus - basso
- Alan Pasqua - tastiere

Change in the Weather
- John Fogerty - voce, chitarre, tastiere
- John Robinson - batteria, percussioni
- Neil Stubenhaus - basso
- Bobby King, Willie Green, Jr., Terry Evans - accompagnamento vocale, cori

Violence Is Golden
- John Fogerty -  voce, chitarre, tastiere
- John Robinson - batteria, percussioni
- Neil Stubenhaus - basso
- Bobby King, Willie Green, Jr., Terry Evans - accompagnamento vocale, cori

Wasn't That a Woman
- John Fogerty -  voce, chitarre, tastiere, accompagnamento vocale, cori
- John Robinson - batteria
- Neil Stubenhaus - basso
- Bobby King e Willie Green, Jr. - accompagnamento vocale, cori

Soda Pop
- John Fogerty -  voce, chitarre, tastiere
- John Robinson - batteria, percussioni
- Neil Stubenhaus - basso
- Bobby King, Willie Green, Jr., Terry Evans - accompagnamento vocale, cori

Sail Away
- John Fogerty -  voce, chitarre, tastiere
- John Robinson - batteria
- Neil Stubenhaus - basso
- Bobby King e Willie Green, Jr. - accompagnamento vocale, cori

Note aggiuntive
- John Fogerty - produttore, arrangiamenti
- Registrazioni effettuate al The Lighthouse, North Hollywood, California (Stati Uniti)
- Jefferey Nik Norman - ingegnere delle registrazioni
- Steve Holroyd e Bobby Macias - assistenti ingegnere delle registrazioni
- Mixaggi effettuati al Capitol Records (Hollywood) ed al Ocean Way Recording (Hollywood)
- Judy Clapp e Gary Hollis - assistenti ingegneri del mixaggio (al Capitol Records)
- Bob Loftus, Michael Ross e Joe Schiff - assistenti ingegneri del mixaggio (al Ocean Way Recording)
- Mastering originale effettuato al Bernie Grundman Mastering di Hollywood, California
- John Fogerty e Laura LiPuma - art direction copertina album
- Laura LiPuma - design copertina album originale
- Stuart Watson - fotografia copertina frontale (e dust sleeve)
- David Skernick e Howard Lipin - fotografie retrocopertina album
- John Buechler/M.M.I., Inc. - effetti speciali
- Margo Chase - design logo[11]

## Classifica
Album
| Anno | Classifica    | Posizione raggiunta |
| ---- | ------------- | ------------------- |
| 1986 | Billboard 200 | 26                  |

Singoli
| Anno | Titolo del brano  | Classifica            | Posizione raggiunta |
| ---- | ----------------- | --------------------- | ------------------- |
| 1986 | Eye of the Zombie | Billboard Hot 100     | 81                  |
| 1986 | Eye of the Zombie | Mainstream Rock Songs | 3                   |
| 1986 | Headlines         | Mainstream Rock Songs | 27                  |